# Hội đồng Tư tế Abkhazia
Hội đồng Tư tế Abkhazia tập hợp bảy tư tế chính của tôn giáo truyền thống Abkhazia. Hội đồng được chính thức thành lập vào ngày 3 tháng 8 năm 2012. Chủ tịch của hội đồng là Zaur Chichba, tư tế của Dydrypsh, và thư ký điều hành của là Khajarat Khvartskhia.